# 1896년 미국 하원의원 선거
1896년 미국 하원의원 선거는 1896년 미국에서 치러진 하원의원 선거로, 같은 해 치러진 대선에서 공화당의 윌리엄 매킨리 후보가 당선되면서 공화당은 과반을 유지했다.

## 선거 결과
| 정당       | 의석수 |
| ---------- | ------ |
| 공화당     | 202석  |
| 민주당     | 128석  |
| 인민당     | 22석   |
| 은색공화당 | 3석    |
| 은색당     | 1석    |
| 무소속     | 1석    |
| 합계       | 357석  |